# Franz Tomaselli
Franz Tomaselli (Salisburgo, 14 aprile 1801 – Zagabria, 19 ottobre 1846) è stato un cantante e attore teatrale austriaco.
Si esibì su molte scene di teatro, ma poco nel canto.

## Biografia
Franz Tomaselli è figlio di Giuseppe Tomaselli e della sua seconda sposa Antonia Honikel; Carl, Ignaz e Katharina sono i suoi fratelli e sorella. La sua prima formazione artistica gli fu data dal padre, come ai fratelli.
Al suo esordio, è stato scritturato in varie compagnie teatrali. Fece così la conoscenza di Joseph Schreyvogel, che lo ingaggiò immediatamente. Nel febbraio 1822 Tomaselli fu in grado di debuttare con successo al Teatro di corte di Vienna. Lì rimase fino al 1826. Durante questo periodo, Tomaselli interpretò sempre più ruoli comici, tanto che nel 1826 fu scelto per succedere a Karl von Zahlhas detto Neubruck al Theatro di Leopoldstadt.
Nel 1838 Tomaselli intraprese un lungo tour di quasi tutti i più grandi teatri provinciali in Austria. Nella primavera del 1842 Tomaselli tornò a Vienna e tornò sotto contratto al Teatro di Leopoldstadt.
Dal 1844 intraprese di nuovo un tour importante. Durante questo tour Tomaselli morì il 19 ottobre 1846 ad Zagabria e vi fu sepolto.

## Interpretazioni
- Soldato in Die Ahnfrau (L'avola) di Franz Grillparzer[2]
- Lorenz in Das Mädchen aus der Feenwelt oder Der Bauer als Millionär (La ragazza della fiaba ovvero il contadino milionario) di Ferdinand Raimund)[2]
- Habakuk in Der Alpenkönig und der Menschenfeind (Il re delle Alpi e il misantropo) di Ferdinand Raimund[2]